# فاطمة بنت الحسن
فَاطِمَةُ بِنْتُ الحَسَنِ بْنِ عَلِيِّ بْنِ أَبِي طَالِبٍ الْهَاشِمِيِّ القُرَشِيِّ كنيتها أم عبد الله هي بنت الحسن بن علي وزوجة علي بن الحسين بن أبي طالب الإمام الرابع من أئمة أهل البيت وأم محمد الباقر الإمام الخامس من أئمة أهل البيت.

## اسمها ونسبها
هي:  فاطمة بنت  الحسن بن علي بن أبي طالب بن عبد المطلب بن هاشم بن عبد مناف بن قصي بن كلاب بن مرة بن كعب بن لؤي بن غالب بن فهر بن مالك بن قريش بن كنانة بن خزيمة بن مدركة بن إلياس بن مضر بن نزار بن معد بن عدنان.
أمها كانت أُم إسحاق بنت طلحة بن عبيد الله التيمي.
كانت تكنى فاطمة بنت الحسن بأم عبد الله وقيل أم الحسن.
وكان الإمام زين العابدين يسمّيها الصديقة.
كما ذكرها الإمام جعفر الصادق في حديث عنها باسم الصدیقة، فقال: «كانت صديقة لم يدرك في آل الحسن مثلها».

## حياتها
حين استُشهد الإمام الحسن المجتبى قام الإمام الحسين بن علي برعاية أسرة أخيه. فتربت فاطمة بنت الحسن في كنف سبطي النبي معاً. ثم زوجها الإمام الحسين من ولده علي السجاد،
فولدت منه أربعة أولاد وهم محمد الباقر والحسن والحسين وعبد الله. ومما يبدو أن أكبر أولادها كان إمام محمد الباقر الذي ولد سنة سبع وخمسين هجرية.

## حضورها في كربلاء
حضرت السيدة فاطمة مع زوجها الإمام زين العابدين وابنها الإمام الباقر الذي كان له من العمر ثلاث سنوات، واقعة الطف في يوم عاشوراء. وبعد مقتل عمها الإمام الحسين أسرت مع عمتها زينب بنت علي وباقي النساء ونقلت إلى بلاد الشام.